# Stickstofflaser
Der Stickstofflaser ist ein 3-Niveau-Gaslaser, der nur im Pulsbetrieb arbeiten kann. Die Anregung des Stickstoffgases erfolgt durch eine Hochspannungsentladung quer zur Ausbreitungsrichtung des Laserstrahls. Bemerkenswert am Stickstofflaser ist sein einfacher Aufbau ohne Laserresonator („Superstrahler“) und der mögliche Betrieb mit atmosphärischer Luft, sodass er mit einfachen Mitteln auch von Hobbybastlern gebaut werden kann.
Typische Daten:

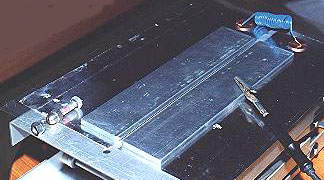
Aufbau eines N_{2}-Lasers; links die Funkenstrecke aus zwei Hutmuttern

- Gasdruck: einige Millibar bis mehrere Bar.
- Energie: Mikrojoule bis Millijoule.
- Leistung: Spitzenleistung einige Kilowatt bis ein Megawatt, mittlere Leistung einige Milliwatt.
- Wellenlänge: stärkste Linie bei 337,1 nm (Ultraviolett).
- Pulsdauer: einige hundert Picosekunden bis einige zehn Nanosekunden.

## Wirkungsweise
Stickstoff (wie auch Wasserstoff und Neon) kann durch eine sehr kurzzeitige (um 1–10 ns) und intensive elektrische Gasentladung zum Lasern gebracht werden. Der Resonator ist bei diesem Laser wertlos, weil die Verweildauer des Elektrons im oberen Laserniveau des Stickstoffs nach dem „Pumpen“ kürzer ist als die Laufzeit des Lichtes von einem Spiegel zum anderen. Das reflektierte Licht würde erst dann zurückkommen, wenn die Besetzungsinversion nach der Anregung bereits beendet ist. Dann sind aber keine energiereichen Atome mehr da, die energetisch „gemolken“ werden können. In diesem Fall ist die Intensitätszunahme des Lichtes pro Millimeter (die Verstärkung) aber ausreichend groß, dass es zur spontanen Laserentstehung kommt. Der N2-Laser verfügt also über eine außerordentlich hohe Strahlungsverstärkung. Wenn Laserbetrieb stattfindet, ohne dass ein Resonator erforderlich ist, spricht man von einem Superstrahler.
Die Lebensdauer {\displaystyle \tau _{C}} des oberen Laserniveaus (spektroskopische Notation: {\displaystyle C~^{3}\Pi _{u}}) ist mit {\displaystyle 40~ns} um mehrere Größenordnungen geringer als die des unteren Laserniveaus ({\displaystyle B~^{3}\Pi _{g}}) mit {\displaystyle \tau _{B}=10~ms}. Dies verhindert einen cw-Betrieb (Dauerstrich) und limitiert den N2-Laser auf den Pulsbetrieb, da sich das obere Laserniveau {\displaystyle C} schneller entleert als das untere Niveau {\displaystyle B}. Die anfängliche Besetzungsinversion wird also durch das Auffüllen von {\displaystyle B} zerstört. Dieser Abbruch der Lasertätigkeit wird in der englischsprachigen Literatur als „self-termination“ bezeichnet.
Laserbetrieb von Stickstoff ist auch bei normalem Druck von 1 bar möglich. Solche Laser heißen TEA-Laser (transversal elektrisch angeregte Atmosphärendruck-Laser), es gibt sie auch für CO2 als Lasermedium für die Wellenlänge 10,6 µm.
Je geringer der Stickstoffdruck, desto seltener stoßen Atome zusammen und desto länger ist die Lebensdauer des oberen Laserniveaus, die Anforderungen an die Intensität und Kürze der Pump-Entladung sind dann geringer.
Die zur Anregung erforderlichen kurzen und intensiven elektrischen Pulse können, wie u. a. Satyendra Nath Bose herausfand, durch Funkenstrecken und einen Blümleingenerator erzeugt werden. Hierfür geeignete Schaltfunkenstrecken müssen besonders schnell arbeiten und laufen daher teilweise in Edelgas und unter hohem Druck. Die Schaltung besteht im Wesentlichen aus einer parallel zu einem als Streifenleiter ausgebildeten Kondensator 1 liegenden Schalt-Funkenstrecke und der Laser-Entladungsstrecke, an welcher sich ein weiterer Kondensator 2 befindet. Die Spannung liegt zuerst an Kondensator 1 und Funkenstrecke an, die Funkenstrecke bricht durch und die Spannung liegt in der Folge kurzzeitig an der Laser-Entladungsstrecke an. Diese bricht sofort durch, es fließt ein Strom durch den Stromkreis und beide Kondensatoren entladen sich.

## Aufbau mit einfachem Wanderfeld

Leiterstrukturen eines Stickstofflasers bei einfachem Wanderfeld, Draufsicht

Die Form der Kondensatorplatten ergibt sich aus dem zu erzeugenden Wanderfeld:
Da ein Stickstofflaser meist länger ist als die Strecke, die Licht innerhalb 1 ns zurücklegt, muss man einen elektrischen Streifenleiter verwenden,
um den Puls von der Funkenstrecke seitlich zu den Elektroden der Stickstoffentladung zu leiten.
Insbesondere bei langen Stickstofflasern ist die Entladungsstrecke während der Entladung sehr niederohmig (R < 10 Ohm), so dass eine daran angepasste Streifenleitung sehr flach und breit sein muss.
Zu hohe Induktivitäten zwischen Funkenentladung und Streifenleiter werden vermieden, indem die Funkenstrecke direkt im Streifenleiter untergebracht ist (im Bild als Ring dargestellt).
Die elektrische Pulsfront trifft schräg auf die Elektroden der Stickstoffentladung, um über die gesamte Länge den durchlaufenden Laserpuls jeweils im richtigen Zeitpunkt zu treffen.

Aufbau eines Stickstofflasers bei einfachem Wanderfeld, Querschnitt

Die Funkenstrecke wird mit einer separaten Hochspannungsquelle innerhalb 0,1–10 s (je nach Leistung) gemeinsam mit der Streifenleiterstruktur gespeist, um sich dann innerhalb 1 ns durch Spontanzündung der Funkenstrecke zu entladen.
Die Elektroden der Stickstoffentladung erhalten nur während dieses kurzen Pulses die zur Entladung führende Spannung – nur dadurch können die Ionen der Stickstoffentladung die zum Lasern nötige Inversion erreichen, denn das obere Laserniveau entleert sich sehr schnell. Auch wird die Entladung dadurch homogener – sie hat keine Zeit, sich zu einzelnen Kanälen einzuschnüren.
Eine länger dauernde Entladung wird durch einen Kondensator an der zweiten Wand des Wellenleiters nahe (weniger als etwa eine Licht-Nanosekunde „entfernt“) der Funkenstrecke verhindert: Er entlädt sich ebenfalls und die Spannungsdifferenz zwischen den Elektroden wird null.
Dieser Kondensator verhält sich bei den kurzen Pulsen ebenfalls wie ein Streifenleiter. Um möglichst wenig Energie in diesen zu verlieren, muss seine Impedanz möglichst schlecht an den eigentlichen Wellenleiter angepasst sein, d. h., er muss noch deutlich niederohmiger sein.
Um die Funkenstrecke nach ca. 1 ns wieder zu löschen, muss seine Kapazität kleiner als 10 nF sein ({\displaystyle R\cdot C=t}).

## Aufbau mit vollständigem Wanderfeld für große Laser

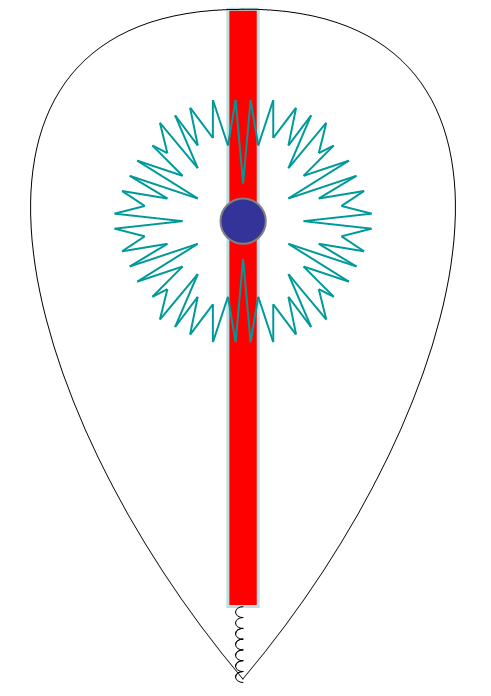
Aufbau eines Stickstofflasers mit vollständigem Wanderfeld, Draufsicht

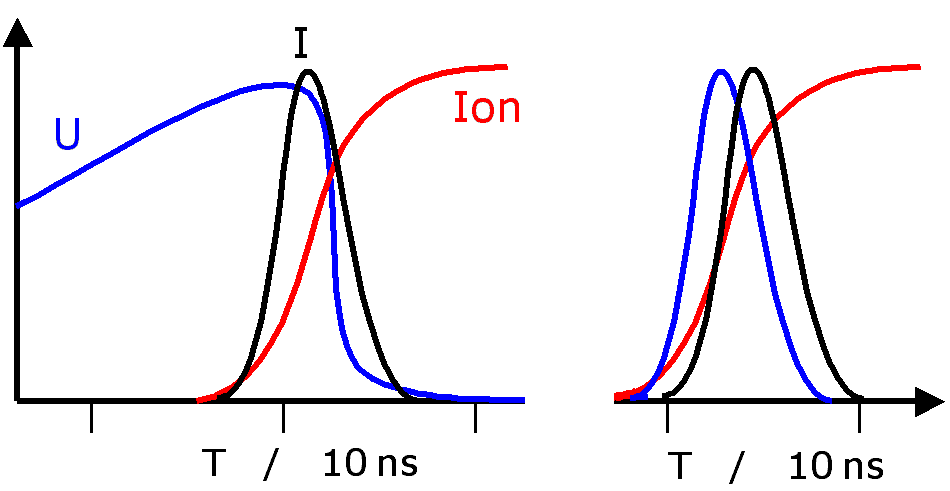
Dynamik.Links: Funkenstrecke, Rechts: Laser-Funkenstrecke. Blau=U=Spannung, Schwarz=I=Strom, Rot=Ionen=Ionen-Konzentration

Der in den Bildern gezeigte Wellenleiteraufbau verhindert Abstrahlung und somit Leistungsverlust oder Störung anderer Geräte. Nur eine einzige hochohmige, hochinduktive Leitung führt von der Rückseite des Kondensators nach außen. Diese wirkt zusammen mit dem 10-nF-Kondensator als 10-Hz-Tiefpass, schützt das Netzteil vor Kurzschluss und muss meist gekühlt werden.

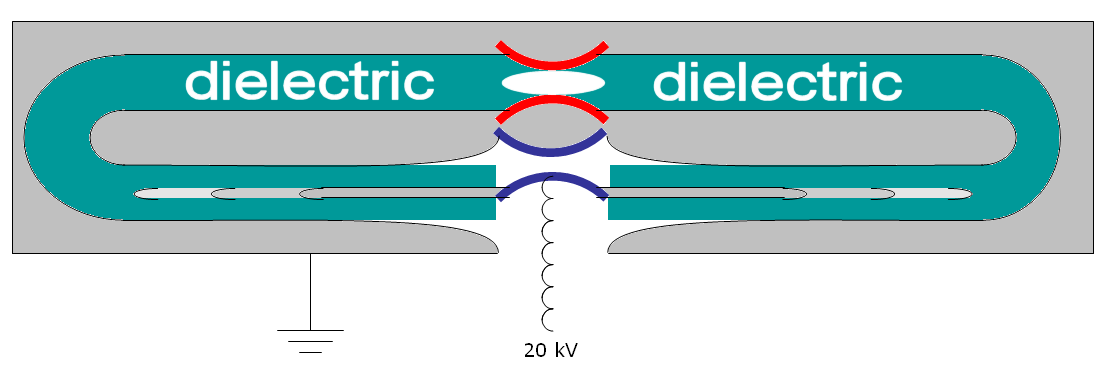
Komplett eingebettete Kondensatorplatten bei Aufbau mit vollständigem Wanderfeld, Querschnitt

Bei einem vom Normaldruck abweichenden Innendruck benötigt man seitliche Fenster, um den Laserpuls auszukoppeln. Bei geeigneter Konstruktion wird fast nur in einer Richtung Laserstrahlung abgegeben.
In der Zeichnung rot dargestellt sind die Elektroden ober- und unterhalb des Laser-Kanales.
Die Funkenstrecke ist blau dargestellt.
Die konkaven Endflächen des Dielektrikums um den Laser-Kanal herum sorgen für sog. Vorentladungen und damit zur Vorionisation des Laser-Kanales durch deren UV-Emission. Dadurch wird eine homogenere Entladung erzielt.

## Erreichen einer homogenen Entladung
Man benötigt eine Koronaentladung und keine Funkenentladung. Dies wird zum einen durch die kurze Pulszeit (die Entladung hat keine Zeit, sich zu Funken einzuschnüren) und zum anderen durch eine Vorionisation des Entladungskanals erreicht.
Die Vorionisation wird oft durch getrennte schwache Entladungen (Vorentladungen oder speziell dafür erzeugte Entladungen) erreicht, die durch ihre Ultraviolett-Emission das Gas im Laserkanal ionisieren.

## Anwendungen
Stickstofflaser haben hauptsächlich wissenschaftliche Bedeutung. Lange waren sie die einzigen verfügbaren Laser im Ultraviolett.
Die kurzen, intensiven Laserpulse werden u. a. zum Pumpen von Farbstofflasern, zur Untersuchung von Fluoreszenzfarbstoffen verwendet.